# 11702 Mifischer
11702 Mifischer è un asteroide della fascia principale. Scoperto nel 1998, presenta un'orbita caratterizzata da un semiasse maggiore pari a 2,3129787 au e da un'eccentricità di 0,1180255, inclinata di 4,05861° rispetto all'eclittica.
L'asteroide è dedicato allo studente statunitense Michael Henry Fischer.